# Bitka kod Perzijskih vrata
Bitka kod Perzijskih vrata odigrala se pokraj Perzijskih vrata u planinama Zagrosa u Iranu između perzijske vojske predvođene Ariobarzanom i makedonske vojske koju je vodio Aleksandar Makedonski. Tokom zime 330. pr. Kr. Ariobarzan je 30 dana uspješno odbacivao makedonske napade, što se smatra zadnjim otporom Ahemenidskog Perzijskog Carstva Aleksandrovom osvajanju. Ipak, nakon mjesec dana borbi Ariobarzan nije uspio zaustaviti makedonski prodor na Perzepolis i konačno osvajanje Perzijskog Carstva.

## Uvod
Perzijsko Carstvo pretrpjelo je dva poraza protiv makedonske vojske kod Isa i Gaugamele, pa je potkraj 331. pr. Kr. Aleksandar napredovao prema Babilonu i Suzi. Kraljevska cesta spajala je Suzu (prvi iranski glavni grad u Elamu) s istočnijim perzijskim metropolama Perzepolisom i Pasargadom, što ih je činilo prirodnim ciljevima Aleksandrovog napredovanja. U međuvremenu, perzijski vladar Darije III. podizao je novu vojsku kraj Ekbatane (zapad Hamadanske pokrajine u Iranu). Ariobarzan je bio zadužen da spriječi makedonski prodor u pokrajinu Fars, pri čemu se značajno oslanjao na teren kojim je Aleksandar morao proći. Bilo je svega nekoliko mogućih ruta kroz planinsko područje Zagrosa, od kojih su svi bili izuzetno riskantni zbog početka hladne zime.
Nakon što je osvojio Suzu, Aleksandar je razdvojio makedonsku vojsku na dva dijela. Aleksandrov general Parmenion odveo je polovicu vojske rutom kraljevske ceste, dok je Aleksandar s drugom polovicom krenuo na Fars. Prolazak u Fars implicirao je prolaženje kroz Perzijska vrata, uski planinski prolaz u blizini Jasudža koji je bio idealno mjesto za zasjedu.

## Povod
Prilikom napredovanja Aleksandar je pokorio lokalno pleme Uksijan pa je vjerovao kako će ostala perzijska plemena izbjegavati otpor. Kada je u početku krenuo kroz Perzijska vrata, sukladno vlastitim pretpostavkama, Aleksandar nije naišao na otpor. Vjerujući kako mu se više nitko neće suprotstaviti neoprezno je odbio mogućnost slanja izvidnice te je osobno s vojskom krenuo kroz prolaz, ravno u perzijsku zasjedu.
Dolina Tang'e Meyran koja je prethodila Perzijskim vratima bila je dosta široka pa se makedonska vojska tu mogla kretati u punom maršu. Ariobarzan se stacionirao pokraj današnjeg sela Češme-Čenara. Put se zakrivljuje prema jugoistoku (izlazećem Suncu) i sužava na istom mjestu što prolaz čini vrlo opasnim za marš, odnosno idealnim za postavljanje zasjede. Prema povjesničaru Arijanu, Ariobarzan je imao 700 trupa dok je makedonska vojska imala 10.000 vojnika.

## Bitka
Na mjestu zasjede, Perzijska vrata bila su široka svega nekoliko metara. Kad je makedonska vojska zašla duboko u uski prolaz, Perzijanci sa sjevernih litica su ih zasuli teškim stijenama, dok su Perzijanci s južne strane napali sa strijelama i katapultima. Makedonci su tada pokušali pobjeći, no uzak teren i nadolazeće trupe od straga značajno su usporile povlačenje. Aleksandrova vojska pretrpjela je goleme gubitke, uključujući nekoliko cijelih vodova.
Ariobarzan je vjerovao kako uspjeh njegove misije može promijeniti ishod rata. Preventiva makedonskog prolaza kroz Perzijska vrata natjerala bi Aleksandra da potraži nove prolaze kroz planine što bi omogućilo više vremena Dariju III. u okupljanju nove vojske, te time u potpunosti zaustavilo makedonsku invaziju.
Mnogi povjesničari smatraju bitku kod Perzijskih vrata najozbiljnijim izazovom Aleksandru u njegovom osvajanju Perzije.
Ariobarzan je mjesec dana uspješno odbacivao sve makedonske pokušaje prodora kroz Perzijska vrata, no Aleksandar je na koncu ipak uspio okružiti i poraziti malobrojnu perzijsku vojsku. Način na koji je to napravio razlikuje se prema izvorima. Kvint Kurcije Ruf i Arijan navode kako su perzijski zarobljenici pokazali makedonskoj vojsci put do neprijateljskih pozicija, dok je istovremeno jedan dio vojske ostao u makedonskom kampu pod zapovjedništvom generala Kratera.
"Perzijanci su se nezaboravno borili... čak i oni bez oružja rušili su protivnike na tlo i ubijali ih s njihovim vlastitim oružjem."
Većina povjesničara se slaže kako su Makedonci u zasjedi i borbi protiv malobrojne elitne perzijske vojske pretrpjeli dotad najveće gubitke na perzijskom tlu. Makedonska vojska se po prvi puta suočila s nemogućnošću korištenja formacija falange jer koplja od šest metara nisu imala nikakvu prednost u uskom klancu i na teško prohodnoj planini.
Sličnosti bitke kod Perzijskih vrata i bitke kod Termopila uočene su od strane antičkih i modernih povjesničara. Perzijska vrata predstavljala su ulogu „perzijskih termopila i kao kod Termopila obrana je pala“. Postoje također zapisi kako je iranski pastir odveo Aleksandrovu vojsku na leđa perzijske obrane.

## Posljedice
Poraz Ariobarzana kod Perzijskih vrata uklonio je posljednju vojnu zapreku između Aleksandra i Perzepolisa. Nakon ulaska u grad, Aleksandar je imenovao Frasaorta nasljednikom Ariobarzana. Četiri mjeseca kasnije, Aleksandar je dopustio svojim vojnicima da opljačkaju Perzepolis, poslije čega je izbio požar koji se proširio cijelim gradom. Ni danas nije potvrđeno radi li se o incidentu za vrijeme pijanstva, ili pak o osveti za Kserksovo spaljivanje atenske akropole u doba Drugog grčko-perzijskog rata.

## Poveznice
- Ahemenidsko Perzijsko Carstvo
- Aleksandar Makedonski
- Darije III.
- Ariobarzan
- Bitka kod Granika
- Bitka kod Isa
- Bitka kod Gaugamele

## Vanjske poveznice
- Ariobarzan (Livius.org, Jona Lendering)
- The Columbia Encyclopedia: „Farnabaz“ (Pharnabazus), VI. izdanje, 2006.
- Kralj Darije III. (Gaugamela.com)
- Gabae u Perziji i Sogdijani (enciklopedija Iranica)
- Perzijska vrata - fotografije lokacije (Livius.org)  Arhivirana inačica izvorne stranice od 17. studenoga 2011. (Wayback Machine)
- Ariobarzan (enciklopedija Iranica)  Arhivirana inačica izvorne stranice od 4. prosinca 2008. (Wayback Machine)